# Getafe
Getafe je město ve Španělsku, v jižní části autonomní oblasti Madrid, 13 km jižně od samotné španělské metropole. Je to jedno z nejdůležitějších průmyslových měst s největší populací v centrální oblasti kolem Madridu. Žije zde přibližně 190 tisíc obyvatel. Getafe je metropolí římskokatolické diecéze Getafe, jedné z nejmladších ve Španělsku.

## Historie
První zmínky o člověku v oblasti Getafe pocházejí ze staršího pravěku, z období paleolitu (asi 100 000 let př. n. l.). U řeky Manzanares byly nalezeny hliněné nádoby a kamenné nástroje.
V období pozdní antiky od 2. do 3. století n. l. na území Getafe přišli Římané, kteří postavili vilu La Torrecilla, při řece Manzanares, jejíž ruiny jsou dosud viditelné. Oblast byla následně obsazena germánskými nájezdníky, byli to Svébové, Vandalové, po nich Vizigóti a Alani. 
Ze 6. až 7. století se dochoval hřbitov Vizigótů u městečka La Torrecilla. V 8. století napadli Getafe, podobně jako velkou část celého Pyrenejského poloostrova, Arabové.
Ve středověku byly na území nynějšího Getafe různé vesnice, k hlavním patřilo Alarnes. V roce 1085 při reconquistě vojsko kastilského krále Alfonse VI. oblast osvobodilo z arabské nadvlády. Základem pro výstavbu Getafe bylo založení Magdalénské poustevny, která byla zbourána při stavbě katedrály.
V roce 1326 se vesničané sjednotili do města, ležícího na královské cestě, která spojovala Madrid s Toledem. Toto město nazvali Xatafi podle arabského slova jata („něco dlouhého“). Předpokládá se, že tím odkazovali na část dlouhé královské cesty, která procházela městem jako jeho hlavní ulice. Název města se postupem času vyvíjel od "Xetafe" přes "Jetafee" a "Jetaphe" až k "Jetafe" k "Getafe".
V roce 1492 zdevastoval Getafe hladomor a následně nemoci, jež vyvolaly v roce 1529 stavbu špitálu San José. V roce 1549 začal architekt Alonso de Covarrubias stavět na místě poustevny Maří Magdalény katedrálu, a v roce 1610 byla na Andělské hoře postavena nová poustevna. V roce 1763 nařídil král Karel III. stavbu nové silnice spojující Madrid s Aranjuez a Cádizem, která procházela podél úpatí Cerro de los Ángeles. 
Napoleonská vojska okupovala Getafe v letech 1808 až 1812. 
Od 14. do počátku 20. století se malé město, žijící ze zemědělské produkce, proměňovalo jen málo. Zaznamenalo však urbanistický posun blíže k hlavní silnici Toledo – Madrid. 
Teprve v roce 1851 otevřela železniční trať spojující Madrid s Aranjuezem nové možnosti obchodu a prosadila se industrializace.
Roku 1989 zde byly založeny rektorát, kampus a některé fakulty Univerzity Karla III., spojené s hlavním sídlem v Madridu.

## Ekonomika
Díky blízkosti hlavního města a španělskému hospodářskému rozvoji především ve 2. polovině 20. století vznikly v Getafe a jeho blízkosti početné továrny, v největší z nich se montují Airbusy. Nachází se zde také vojenská základna. 

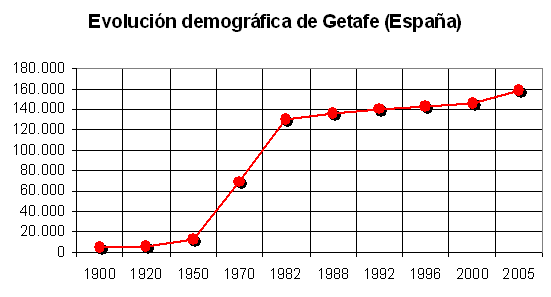
Demografický vývoj počtu obyvatel města

Zvýšila se populace na 150 000 lidí. Tento nárůst si vyžádal výstavbu mnoha přístupových cest, rozšíření nabídky veřejných služeb a v Getafe i v okolí vznikla spousta sídlišť.

## Doprava
Město je obsluhováno linkou 12 madridského metra (Metrosur), která zastavuje v Getafe ve stanicích Arroyo Culebro, Conservatorio, Alonso de Mendoza, Getafe Central, Juan de la Cierva, El Casar, Los Espartales a El Bercial. Ve stanicích Getafe Central a El Casar zastavují také příměstské vlaky Cercanías.
Městem prochází dálnice A42 spojující Madrid a Toledo.

## Památky

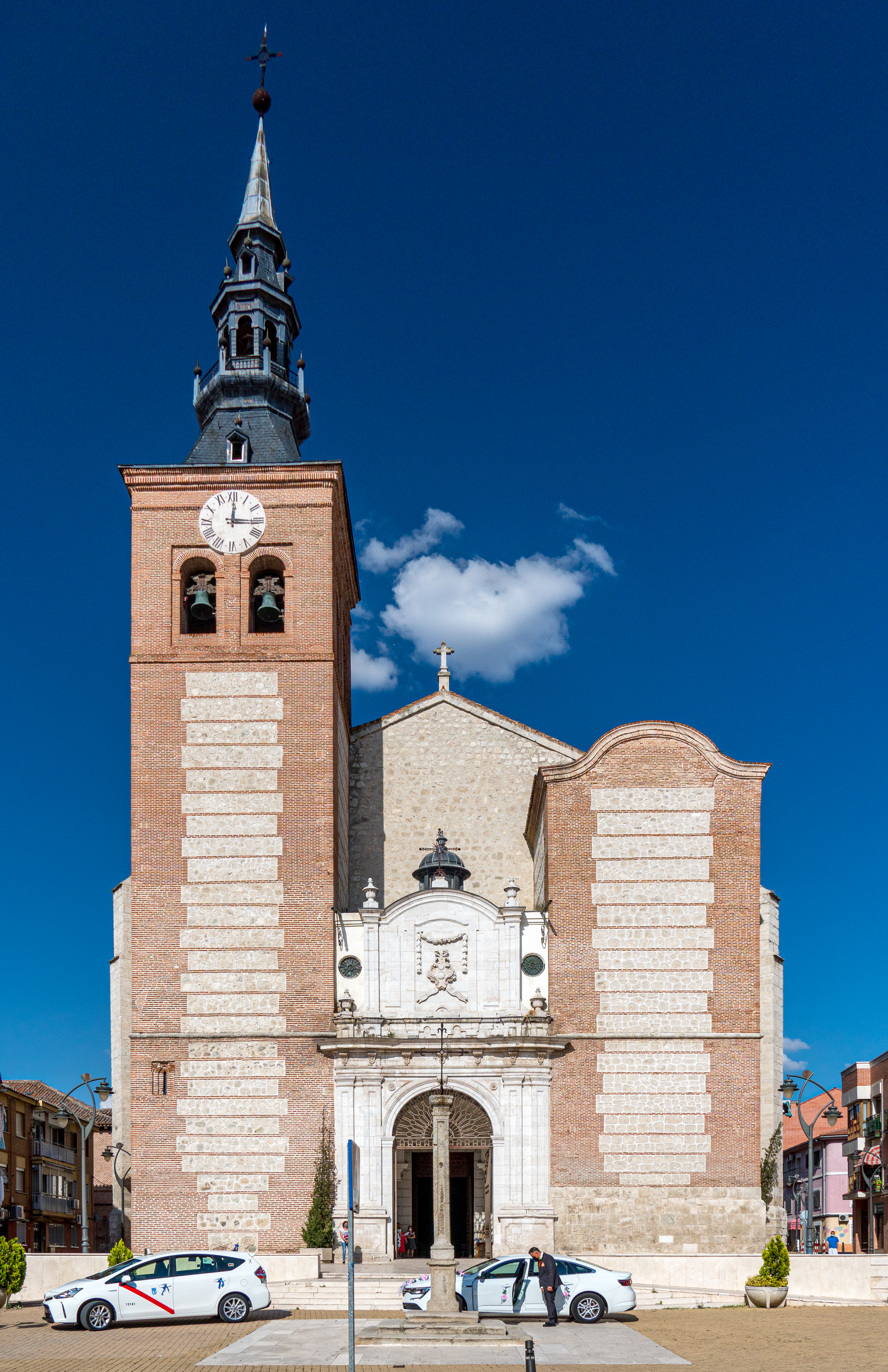
Katedrála Panny Mariel

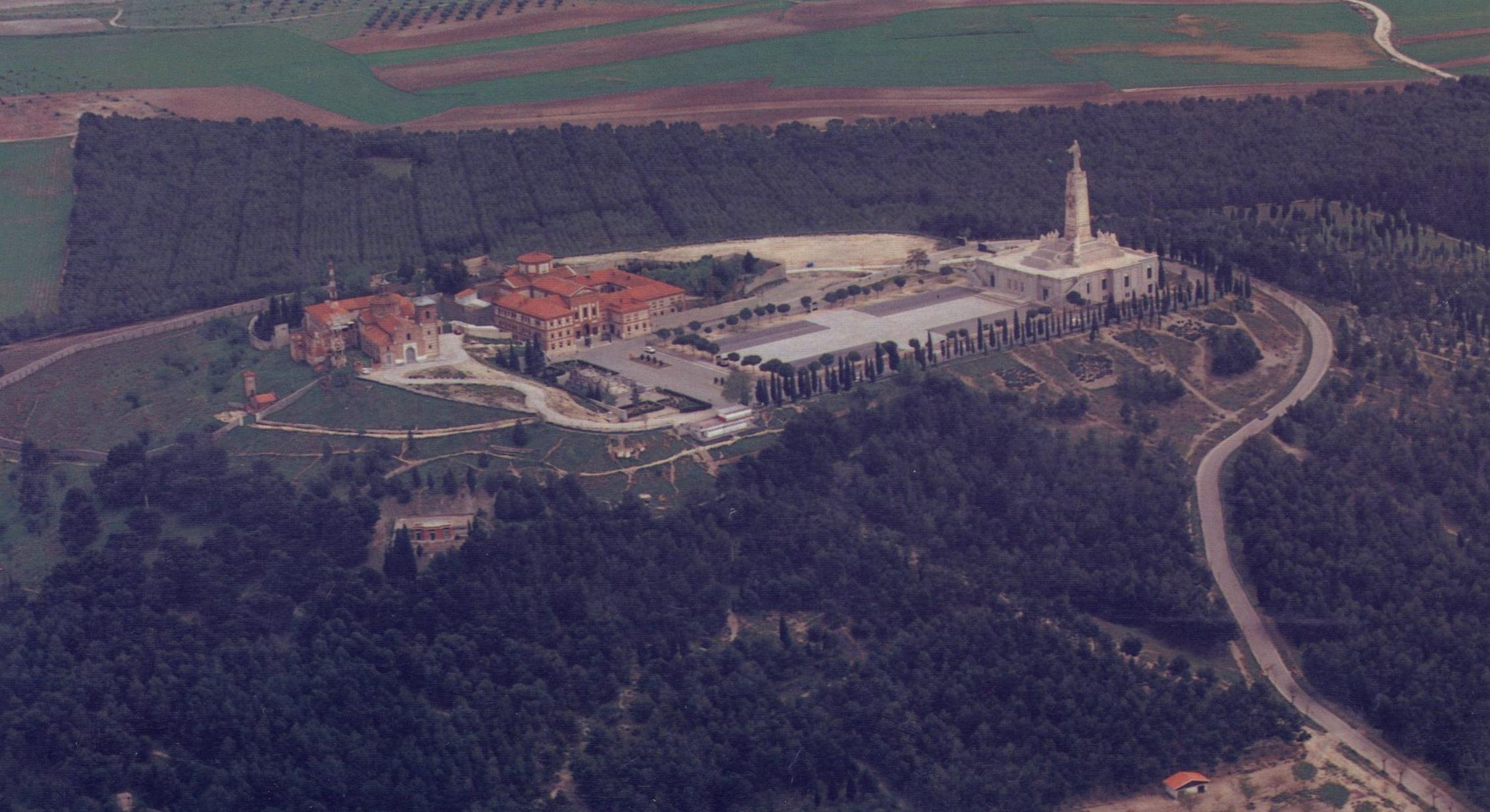
Areál Andělské hory

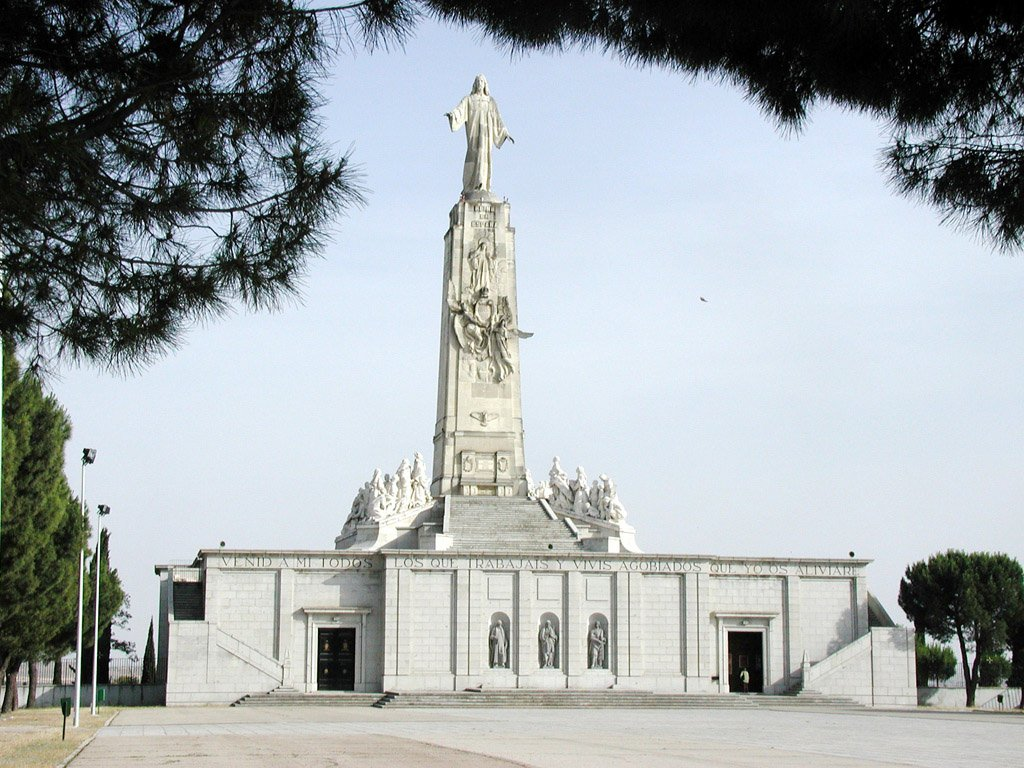
Pomník na Andělské hoře

- Katedrála Panny Marie (Catedral de Nuestra Señora de La Magdalena), založena roku 1540 na méstě poustevny, dostavěna ve 2. polovině 16. století, adaptována a zařízena v 18. století
- „Andělská hora“ – poutní místo Cerro de los Ángeles, na němž stojí klášter Panny Marie Andělské a pomník z roku 1919 ve tvaru pilíře se sochou Krista a jeho Nejsvětějšího Srdce, obklopeného světci a anděly. Místo je považováno za geografický střed Pyrenejského poloostrova. [2]
- Kašna Cibelina, kopie Madridské kašny, stojící na křižovatce Paseo del Prado a ulice Alcalá.

## Sport
Sídlí zde fotbalový tým Getafe CF, basketbalové a tenisové kluby.

## Osobnosti
- Alejandro Amenábar (* 1972) – chilsko-španělský filmový režisér
- Alfonso Pérez (* 1972) – bývalý fotbalista
- Achraf Hakimi (* 1998) – fotbalista